# Torymus curtisi
Torymus curtisi är en stekelart som beskrevs av Graham och Gijswijt 1998. Torymus curtisi ingår i släktet Torymus och familjen gallglanssteklar.
Artens utbredningsområde är:
- Österrike.
- Frankrike.

Inga underarter finns listade i Catalogue of Life.